# Teodoro (prefetto del pretorio)
Teodoro (latino: Theodorus; fl. 390-409) è stato un prefetto romano, dell'Impero romano d'Occidente.

## Biografia
Teodoro fu probabilmente il figlio di Manlio Teodoro e fratello di Manlia Dedalia.
È noto che nel 390 ricopriva una carica amministrativa; Quinto Aurelio Simmaco gli scrisse per chiedergli di aiutarlo nei preparativi del proprio consolato.
Fu proconsole d'Africa; Agostino di Ippona testimonia il suo essere in carica il 22 dicembre 396.
Fu Prefetto del pretorio delle Gallie tra il 28 dicembre 396 (quando è attestato in carica il suo predecessore Ilario) e il 18 dicembre 397 (quando è attestato in carica Vincenzo.
Numerose leggi a lui indirizzate ne attestano il secondo mandato come Prefetto del pretorio d'Italia tra il 13 settembre 408 e il 15 gennaio 409; Olimpio lo destituì, sostituendolo con Ceciliano.